# St. Oswald (Zug)

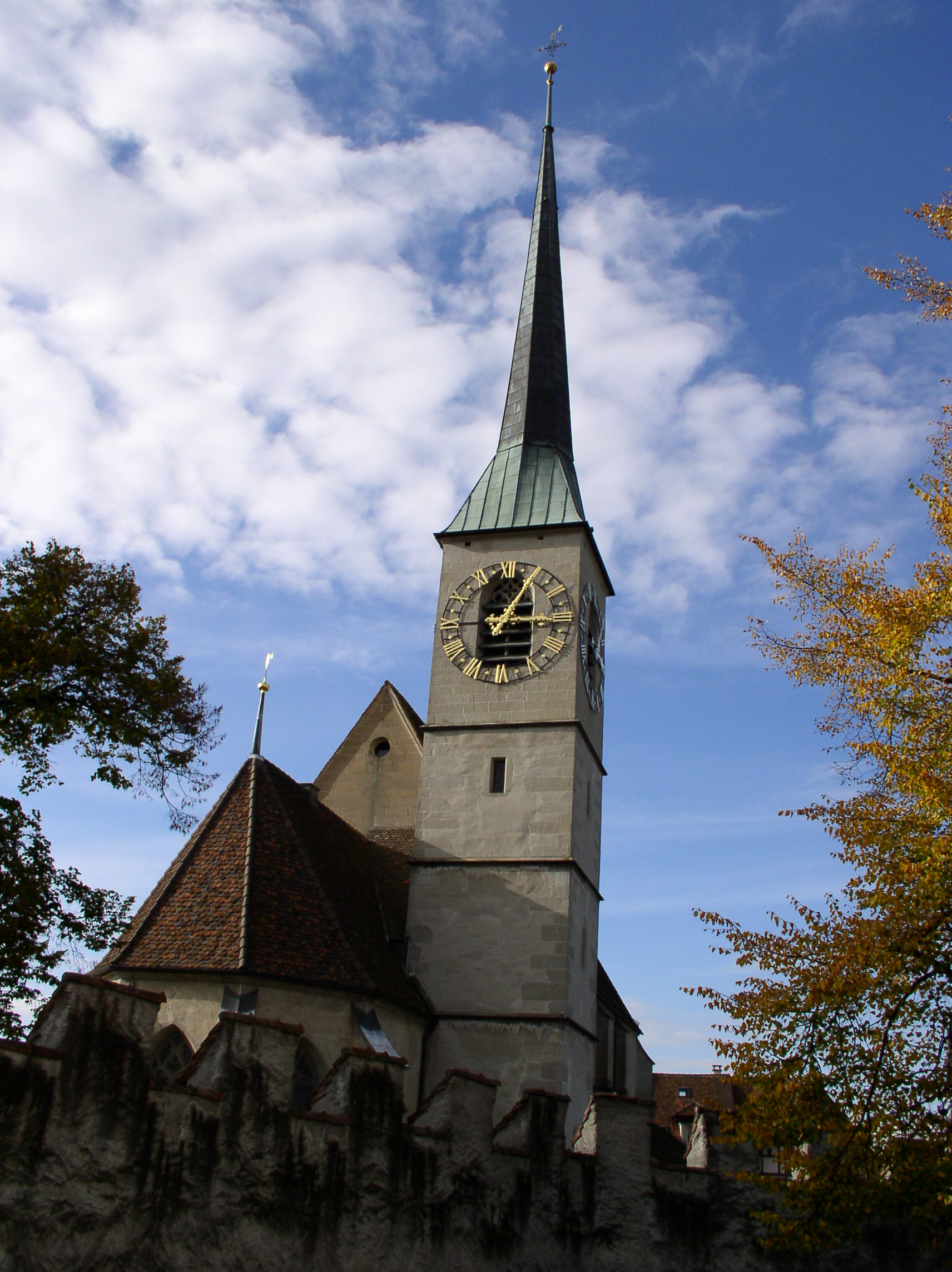
St. Oswald vom Zwinger der Burg Zug aus gesehen

Die Kirche St. Oswald befindet sich in der ab 1477 entstandenen äusseren Altstadt von Zug. Sie bildet den grössten und bedeutendsten Sakralbau der Zuger Altstadt. Die ehemalige Hauptkirche der Stadt ist heute Filialkirche der Pfarrei St. Michael.

## Patrozinium
Die Kirche ist dem heiligen Oswald von Northumbrien geweiht und enthält einige Reliquien des frühmittelalterlichen Königs. Der Patronatstag ist am 5. August.

## Baugeschichte
Im Zuge der Stadterweiterung ab 1477 wurde auch eine neue Hauptkirche geplant. Der ehemalige Werkmeister von Luzern und Zürich, Hans Felder, wurde mit dem Bau beauftragt. 1478 wurde mit dem Bau einer Saalkirche begonnen, die 1492 zur dreischiffigen Basilika erweitert wurde. Der Ausbau wurde 1545 abgeschlossen. Der Bau des Turmhelms erfolgte 1558. Aus der vierjochigen Saalkirche entstand durch mehrere Ausbauten eine der grössten und repräsentativsten spätgotischen Stadtkirchen der heutigen Schweiz.
Im Jahr 1719 entstand die barocke Sakristei seitlich des Chors. Südlich der Kirche befindet sich der ehemalige Stadtfriedhof mit der spätgotischen Mariahilfkapelle, die einst als Beinhaus diente.

## Beschreibung

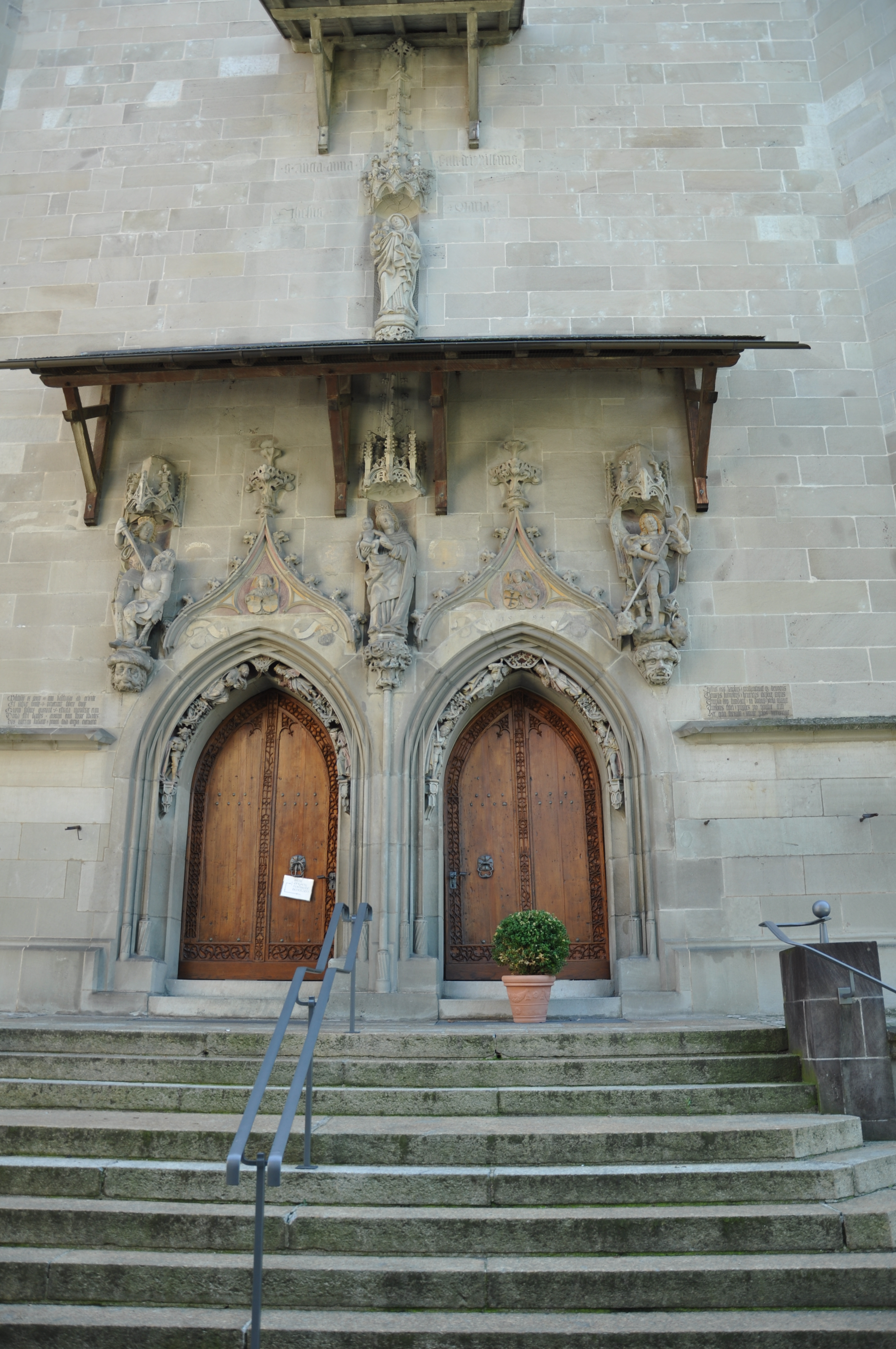
Doppelportal an der Hauptfassade

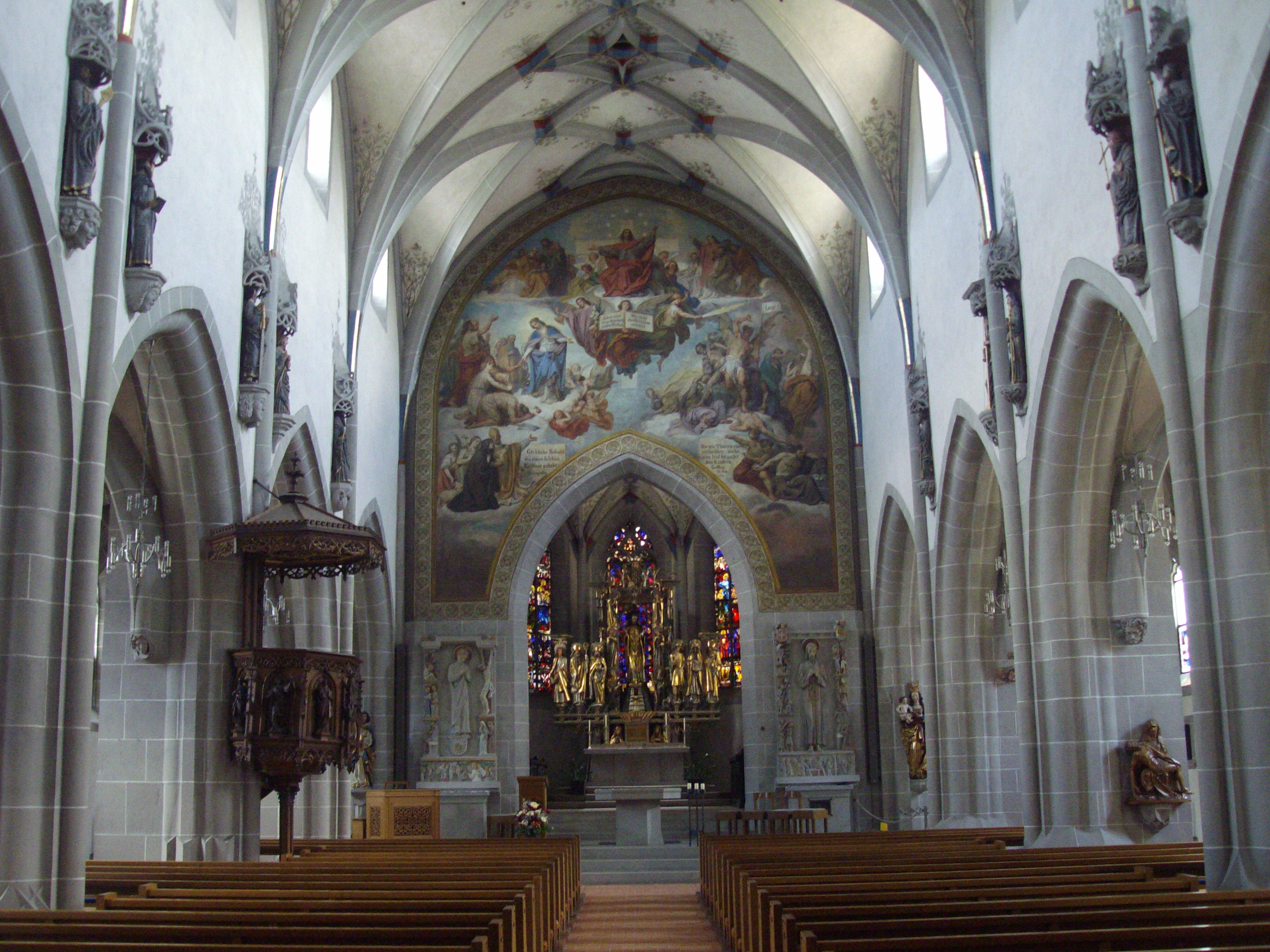
Innenraum der Kirche mit Grossgemälde des Jüngsten Gerichts über dem Chorbogen

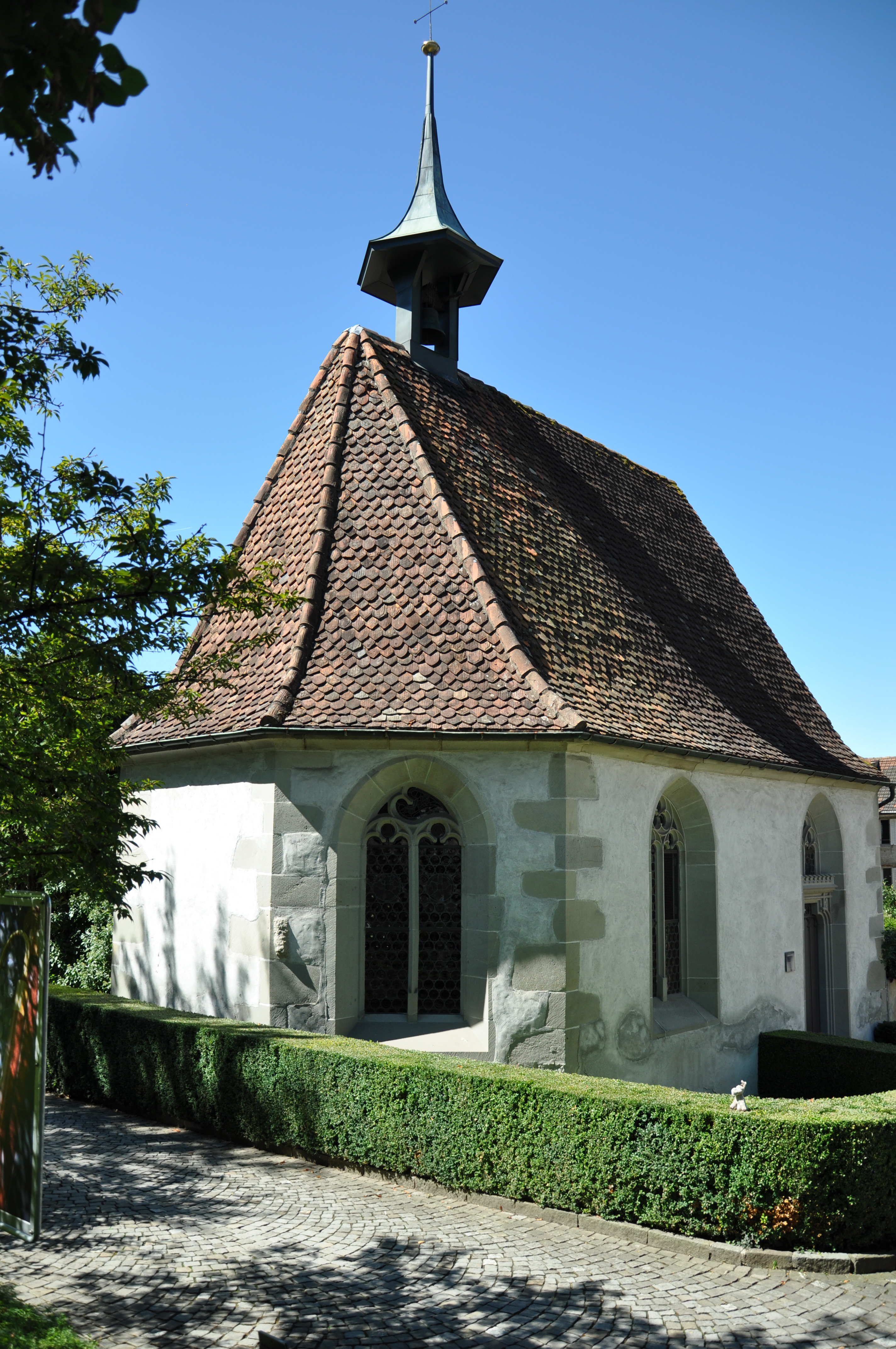
Mariahilfkapelle

### Äusseres
Die insgesamt schlichte Hauptfassade wird durch ein reich geschmücktes Doppelportal geprägt. Zwei schwungvolle Wimperge und fünf Heiligenfiguren unter prachtvollen, fialenbekrönten Baldachinen befinden sich über den Pforten. Die Strebepfeiler der Seitenschiffe und des Chors enthalten ebenfalls Heiligenfiguren. Im Tympanon so genannten Jörgenpforte im südlichen Seitenschiff befindet sich ein wertvolles Relief der ursprünglichen Kirche, das den Kampf St. Georgs mit dem Drachen zeigt.
Im Osten schliessen der eingezogene Polygonalchor, die Sakristei und der Turm an die dreischiffige Anlage an. Der hohe Kirchturm mit Spitzturmhelm gehört zusammen mit dem Zytturm und dem Turm der Kirche St. Michael zu den prägenden Bauten der Zuger Skyline. Das Geläute besteht aus vier Glocken und wurde 1897 von der Giesserei Rüetschi in Aarau geliefert.

### Inneres
Das Hauptschiff ist ungewöhnlich breit angelegt, während die Seitenschiffe sehr schmal sind. Das Netzrippengewölbe des Hauptschiffs weist gegenüber dem 20 Jahre später entstandenen virtuosen Gewölbe des nördlichen Seitenschiffs einfache Formen auf. Kunstvolle Konsolen und gewundene Dienste prägen die Wände der Seitenschiffe. Chor und Seitenschiffe werden durch kleine Masswerkfenster erhellt. Das Langhaus wird durch Obergadenfenster erhellt. Auffallend ist der im Zuge der Erhöhung des Hauptschiffes 1545 entstandene mächtige Chorbogen.
Die Ausstattung der Kirche stammt vornehmlich aus dem 19. Jahrhundert. Ein Blickfang ist das Gemälde des Jüngsten Gerichtes an der Chorbogenwand von 1866. Es wurde von Melchior Paul Deschwanden in gotisierendem Neorenaissance-Stil angefertigt. Der Münchner Bildhauer Professor August Weckbecker schuf 1935 mit dem Hochaltar, ein ungewöhnliches Ausstattungsstück, der in Jugendstilformen ein spätgotisches Figuren-Retabel andeutet. Weckbecker der mit Ottilie Schönenberger, einer Tochter des Präfekten Johann Schönenberger aus Zug verheiratet war, schuf 1938 auch den Aloisiusaltar sowie 1939 den Bruder-Klaus-Altar, die den Chorbogen flankieren. Zeitgleich entstanden die Farbglasfenster von Ludwig Baumhauer. Neben den beiden Seitenaltären befinden sich zwei wertvolle Heiligenfiguren aus dem 15. Jahrhundert. Die neugotische Holzkanzel stammt aus dem Jahr 1870. Die Rückseite des Mittelschiffs ist von einer schwungvollen Empore im Rokoko-Stil überspannt, welche die Orgel trägt. Das Rückpositiv ist in die Emporenbrüstung eingelassen und weist dieselben schwungvollen Formen wie die Brüstung auf. 
Im nördlichen Seitenschiff befindet sich der Kreuzaltar aus der alten Zuger Michaelskirche mit neugotischem Gesprenge. Der Rosenkranzaltar im südlichen Seitenschiff wurde 1869 im neugotischen Stil geschaffen. Verschiedene Statuen, Epitaphien und Gemälde der Barockzeit schmücken die Wände der Seitenschiffe. Das 1704 entstandene Gemälde des heiligen Oswald vor dem Kreuz Christi hängt an der Rückwand des südlichen Seitenschiffs. 1965 wurden die Fenster mit Glasmalereien von Edi Renggli versehen.
Im Chor ist das 1484 entstandene, reich geschnitzte spätgotische Chorgestühl erhalten. Über der Turmtür befindet sich die Kopie eines 1492 gemalten Tafelbildes, das den Kirchenstifter Johannes Eberhart sowie den heiligen Oswald und Anna selbdritt zeigt. Das Original dieses bedeutenden spätgotischen Gemäldes hängt im Museum Burg Zug. In der Chormauer werden Reliquien des Kirchenpatrons verwahrt.

### Orgeln
St. Oswald hat zwei Orgeln zur Verfügung, die Hauptorgel auf der Empore und eine Chororgel. Die Hauptorgel wurde 1972 neu erbaut von der Werkstatt Metzler Orgelbau, und zwar so, dass sie der ursprünglichen spätbarocken Disposition der Bossart-Orgel entspricht. Diese wurde 1762 von Viktor Ferdinand Bossart aus Baar ZG in die Kirche eingebaut, wo es aber schon seit 1484 diverse Orgeln gegeben hatte. In das Gehäuse dieser Orgel wurde 1891 von  Friedrich Goll aus Luzern ein neues Instrument eingebaut. Dieses wurde 1972 abgelöst durch die oben erwähnte Metzler-Orgel mit 27 Registern auf zwei Manualen und Pedal.
Schon seit dem 15. Jahrhundert hatte es in St. Oswald immer wieder eine Chororgel gegeben, zunächst ein Regal und darauf folgend diverse Kleinorgeln. Das heutige Instrument mit fünf Registern auf einem Manual wurde 2001 von Orgelbauer Heinrich Meier in Tägerig gebaut.

### Glocken
Das Glockengeläut im Kirchturm der Zuger St.-Oswald-Kirche besteht aus vier Glocken, die 1897 von der Giesserei H. Rüetschiin Aarau gegossen wurden:
| Glocke    | 1       | 2       | 3      | 4      |
| --------- | ------- | ------- | ------ | ------ |
| Gewicht   | 2347 kg | 1342 kg | 997 kg | 589 kg |
| Schlagton | c'      | es'     | f'     | as'    |

### Sakristei
Der zweigeschossige Bau von 1719 schliesst südlich an den Chor an. Prächtige barocke Stuckaturen schmücken die Gewölbe der Räume. In der Sakristei wird ein wertvoller Kirchenschatz aus mehreren Jahrhunderten verwahrt.

### Mariahilfkapelle

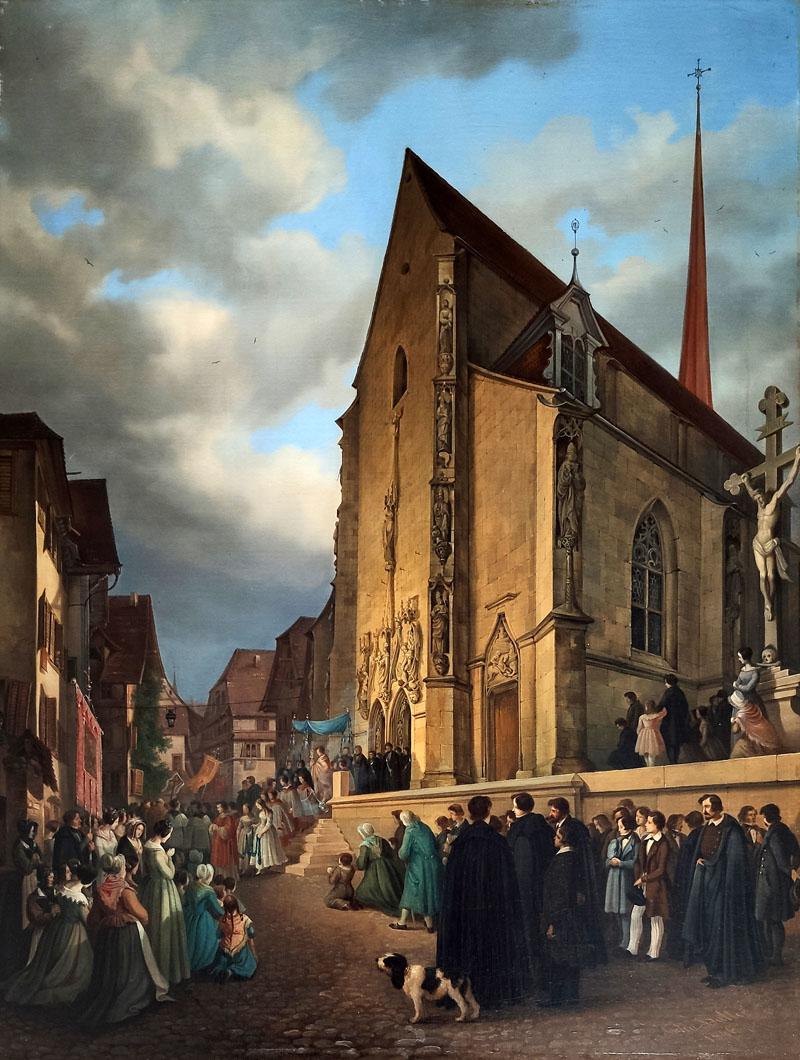
Fronleichnamsprozession vor der Kirche St. Oswald, Ölgemälde von Anton Bütler, 1846

Im ehemaligen Stadtfriedhof südlich der Kirche steht die Mariahilfkapelle, die einst als Beinhaus diente. Der Saalbau mit Polygonalchor wird von einem Dachreiter aus dem Jahr 1715 bekrönt. Im Innern sind eine spätgotische Schnitzdecke und ein prunkvoller Holzepitaph der Familie Zurlauben von 1719 erhalten. 1851 bis 1855 wurde das Beinhaus zur Kapelle umgestaltet und mit einem neugotischen Portal versehen. Die barocken Gemälde wurden mit neugotischen Rahmen versehen. Bemerkenswert ist der Mariahilf-Altar von 1904 mit seinen gotisierenden Jugendstilformen.